# Bob Hayes

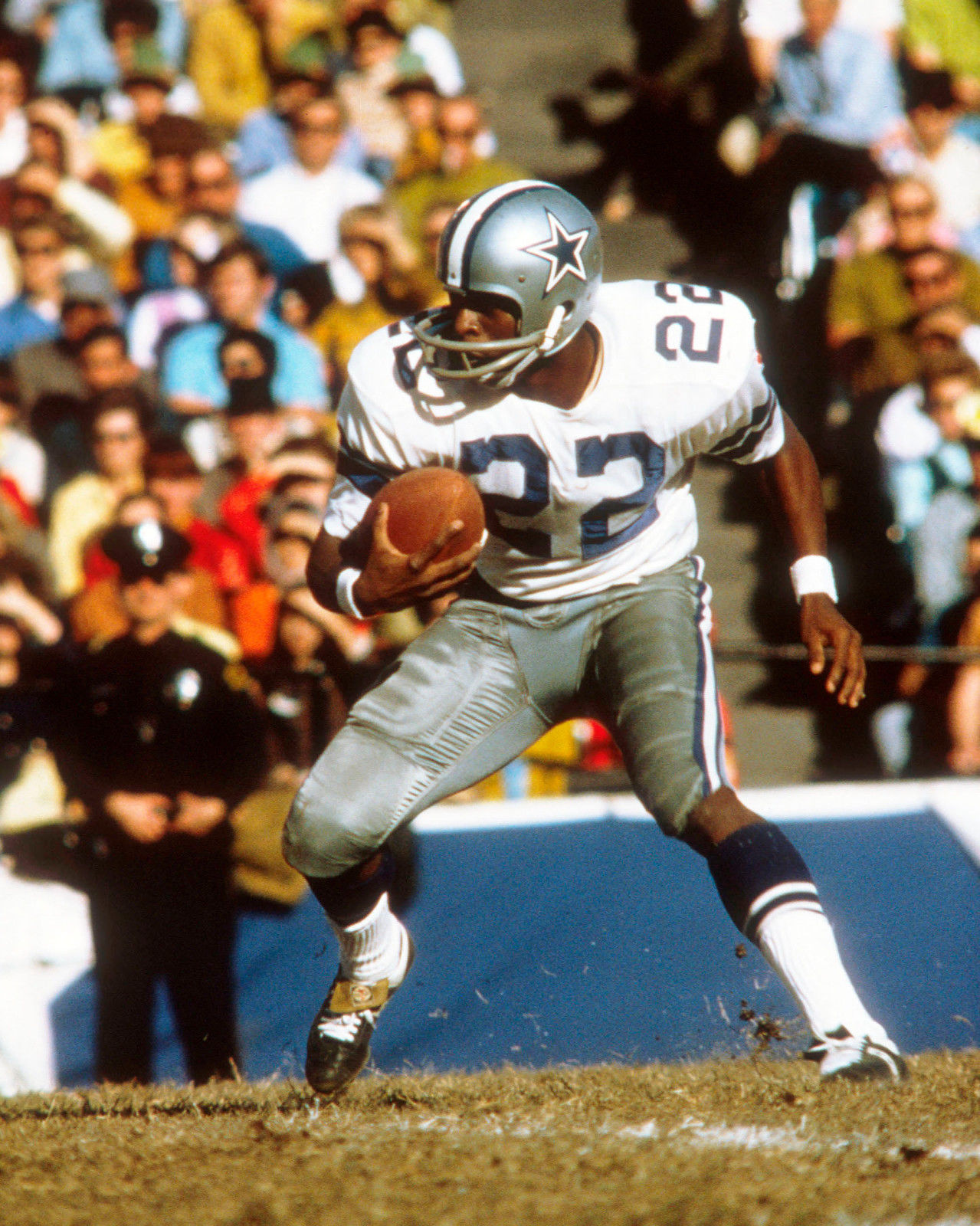
Bob Hayes als American football player in actie voor de Dallas Cowboys.

Robert Lee (Bob) Hayes (Jacksonville, 20 december 1942 - aldaar, 18 september 2002) was een Amerikaanse atleet en Americanfootballspeler. Hayes blonk in zijn jeugd al uit in zowel sprinten als American football. Op de sprint werd hij tweemaal olympisch kampioen en meervoudig Amerikaans kampioen. Hij is de enige sporter die olympisch kampioen werd en tevens de Super Bowl won.

## Biografie

### Sprinten
In 1963 verbeterde Hayes het wereldrecord 100 yd tot 9,1 s. Hij kreeg hiermee de bijnaam "snelste nog levende man". Ook werd hij dat jaar voor het eerst Amerikaans kampioen op deze afstand.
In 1964 won hij op de universiteitskampioenschappen (NCAA) de 200 m in een tijd van 20,4 (met een ontoelaatbare rugwind). Tijdens de Olympische Spelen van 1964 in Tokio was Hayes op zijn hoogtepunt als sprinter. Hij won de 100 m en verbeterde zijn eigen wereldrecord (10,0), ondanks dat hij in baan 1 liep en deze er slecht bij lag vanwege de snelwandelwedstrijd over 20 km die eerder die dag had plaatsgevonden. Hayes was echter onbetwist de snelste, zoals hij eerder al in de halve finale had aangetoond, toen hij als enige een tijd onder de 10 seconden liet optekenen. Zijn geklokte 9,91 kwam echter tot stand met een rugwind van 5,3 m/s en kwam dus niet voor officiële erkenning in aanmerking. Vervolgens veroverde hij met zijn teamgenoten Otis Drayton, Gerald Ashworth en Richard Stebbins ook nog een gouden medaille op de 4 x 100 m estafette in de wereldrecordtijd van 39,0. Hierbij had Hayes als slotloper, na het estafettestokje te hebben overgenomen, een achterstand van drie meter aan de finish omgezet in een even zo grote voorsprong. Dit was tevens het einde van zijn carrière als sprinter.

### American football
Eind 1964 tekende Hayes bij de Dallas Cowboys en werd wide receiver. De twee daaropvolgende jaren had hij de meeste touchdowns gevangen. In 1971 zou Hayes met de Dallas Cowboys de Super Bowl winnen. Het jaar daarop zou hij nog voor de San Francisco 49ers spelen, voordat hij met pensioen ging.
Een dieptepunt in het leven van Hayes was zijn drugs- en alcoholverslaving. In 1978 werd hij wegens het in bezit hebben van en handelen in drugs veroordeeld tot een gevangenisstraf van twee jaar.
In 2002 stierf Hayes op 59-jarige leeftijd in zijn geboortedorp. Hij had problemen met zijn nieren, had eerder al prostaatkanker en zware problemen met zijn lever gehad en was bij zijn overlijden volledig berooid. Hij werd begraven op de Edgewood begraafplaats in Jacksonville.

## Titels
- Olympisch kampioen 100 m - 1964
- Olympisch kampioen 4 x 100 m - 1964
- Amerikaans kampioen 100 m - 1964
- Amerikaans kampioen 100 yd - 1962, 1963
- Amerikaans indoorkampioen 60 yd - 1964
- NCAA-kampioen 200 m - 1964

## Persoonlijke records
| Onderdeel | Prestatie      | Datum           | Plaats       |
| --------- | -------------- | --------------- | ------------ |
| 100 yd    | 9,1 s (ex-WR)  | 21 juni 1963    | Saint Louis  |
| 100 m     | 10,06 s        | 15 oktober 1964 | Tokio        |
| 200 yd    | 20,4 s         | 1963            |              |
| 200 m     | 20,5 s (ex-WR) | 2 maart 1963    | Coral Gables |

## Palmares

### 60 yd
- 1964:  Amerikaanse indoorkamp. - 5,9 s

### 100 yd
- 1962:  Amerikaanse kamp. - 9,3 s
- 1963:  Amerikaanse kamp. - 9,2 s (+ RW)

### 100 m
- 1964:  Amerikaanse kamp. - 10,3 s
- 1964:  OS - 10,0 s (WR)

### 200 m
- 1964:  NCAA-kamp. - 20,4 s (+ RW)

### 4 x 100 m
- 1964:  OS - 39,0 s (WR)

1896: Thomas Burke ·
1900: Francis Jarvis ·
1904: Archie Hahn ·
1908: Reggie Walker ·
1912: Ralph Craig ·
1920: Charley Paddock ·
1924: Harold Abrahams ·
1928: Percy Williams ·
1932: Eddie Tolan ·
1936: Jesse Owens ·
1948: Harrison Dillard ·
1952: Lindy Remigino ·
1956: Bobby Morrow ·
1960: Armin Hary ·
1964: Bob Hayes ·
1968: Jim Hines ·
1972: Valeri Borzov ·
1976: Hasely Crawford ·
1980: Allan Wells ·
1984: Carl Lewis ·
1988: Carl Lewis ·
1992: Linford Christie ·
1996: Donovan Bailey ·
2000: Maurice Green ·
2004: Justin Gatlin ·
2008: Usain Bolt ·
2012: Usain Bolt ·
2016: Usain Bolt ·
2020: Marcell Jacobs ·
2024: Noah Lyles
1912: Jacobs, Macintosh, d'Arcy, Applegarth ·
1920: Paddock, Scholz, Murchison, Kirksey ·
1924: Clarke, Hussey, Leconey, Murchison ·
1928: Wykoff, Quinn, Borah, Russell ·
1932: Kiesel, Toppino, Dyer, Wykoff ·
1936: Owens, Metcalfe, Draper, Wykoff ·
1948: Ewell, Wright, Dillard, Patton ·
1952: Smith, Dillard, Remigino, Stanfield ·
1956: Murchison, King, Baker, Morrow ·
1960: Cullmann, Hary, Mahlendorf, Lauer ·
1964: Drayton, Ashworth, Stebbins, Hayes ·
1968: Greene, Pender, Smith, Hines ·
1972: Black, Taylor, Tinker, Hart ·
1976: Glance, Jones, Hampton, Riddick ·
1980: Moeravjov, Sidorov, Prokofjev, Aksinin ·
1984: Graddy, Brown, Smith, Lewis ·
1988: Bryzgin, Krylov, Moeravjov, Savin ·
1992: Marsh, Burrell, Mitchell, Lewis ·
1996: Esmie, Gilbert, Surin, Bailey ·
2000: Drummond, Williams, Lewis, Greene ·
2004: Gardener, Campbell, Devonish, Lewis-Francis ·
2008: Bledman, Burns, Callender, Thompson ·
2012: Carter, Frater, Blake, Bolt ·
2016: Powell, Blake, Ashmeade, Bolt ·
2020: Desalu, Jacobs, Patta, Tortu ·
2024: Brown, Blake, Rodney, De Grasse
- World Athletics: 14345895
- International Standard Name Identifier: 0000 0000 2816 6003
- Library of Congress Control Number: n90000178
- Virtual International Authority File: 11459556
- WorldCat: E39PBJwdcm89bXhWvMpT8ty8G3